# LGM-25C Titan II
Titan II var en amerikansk interkontinental ballistisk robot och rymdraket, en vidareutveckling av Titan I. En variant av raketen användes för att skjuta upp satelliter och den bemannade rymdfarkosten Gemini.
Raketen bestod av två steg och drevs av hydrazin och kvävetetroxid.